# 南港島線

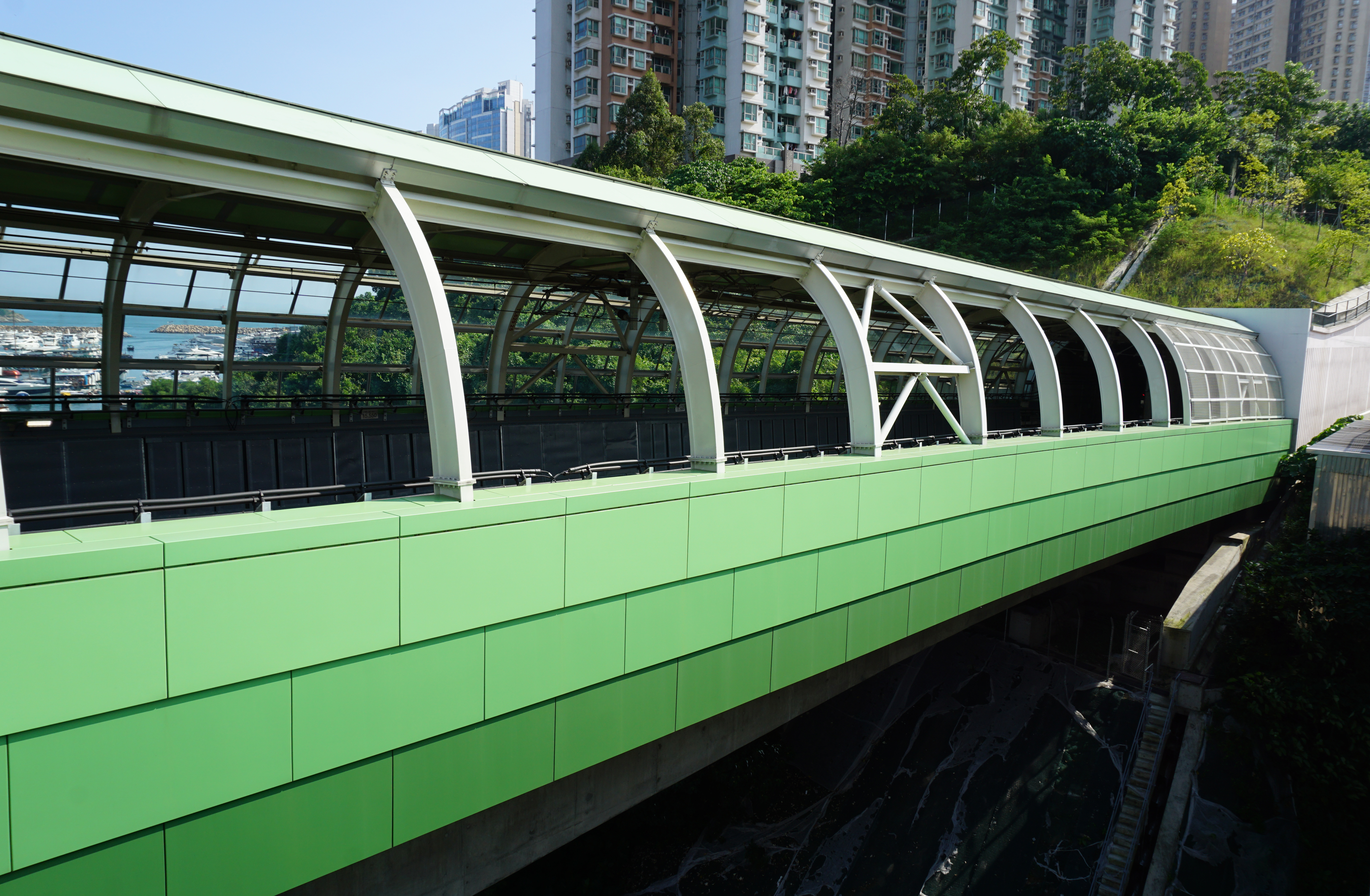
香港仔海峡から鴨脷洲のトンネルへの橋

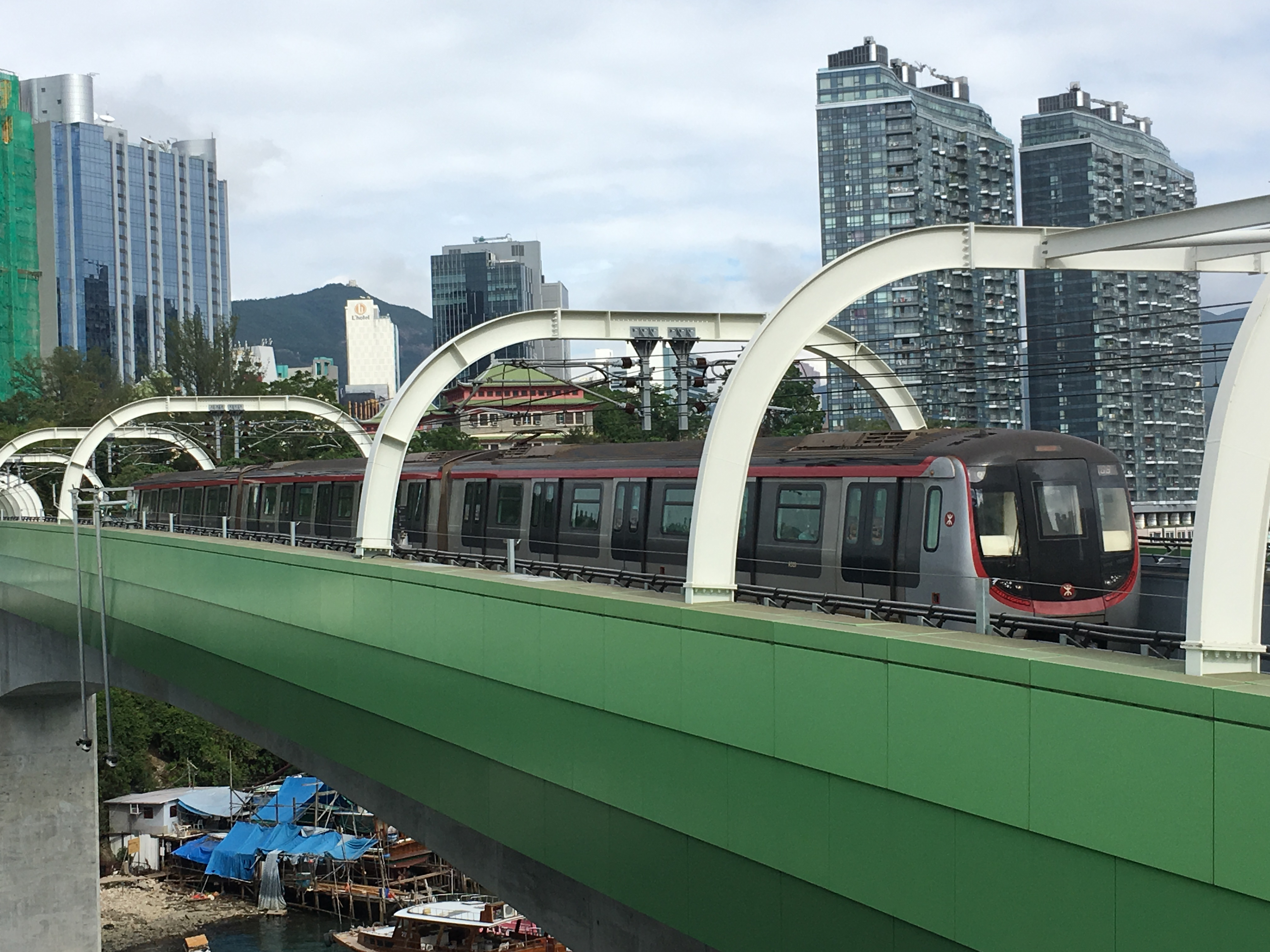
南港島線の車両「S-train」（香港仔海峡から鴨脷洲のトンネルへの橋）

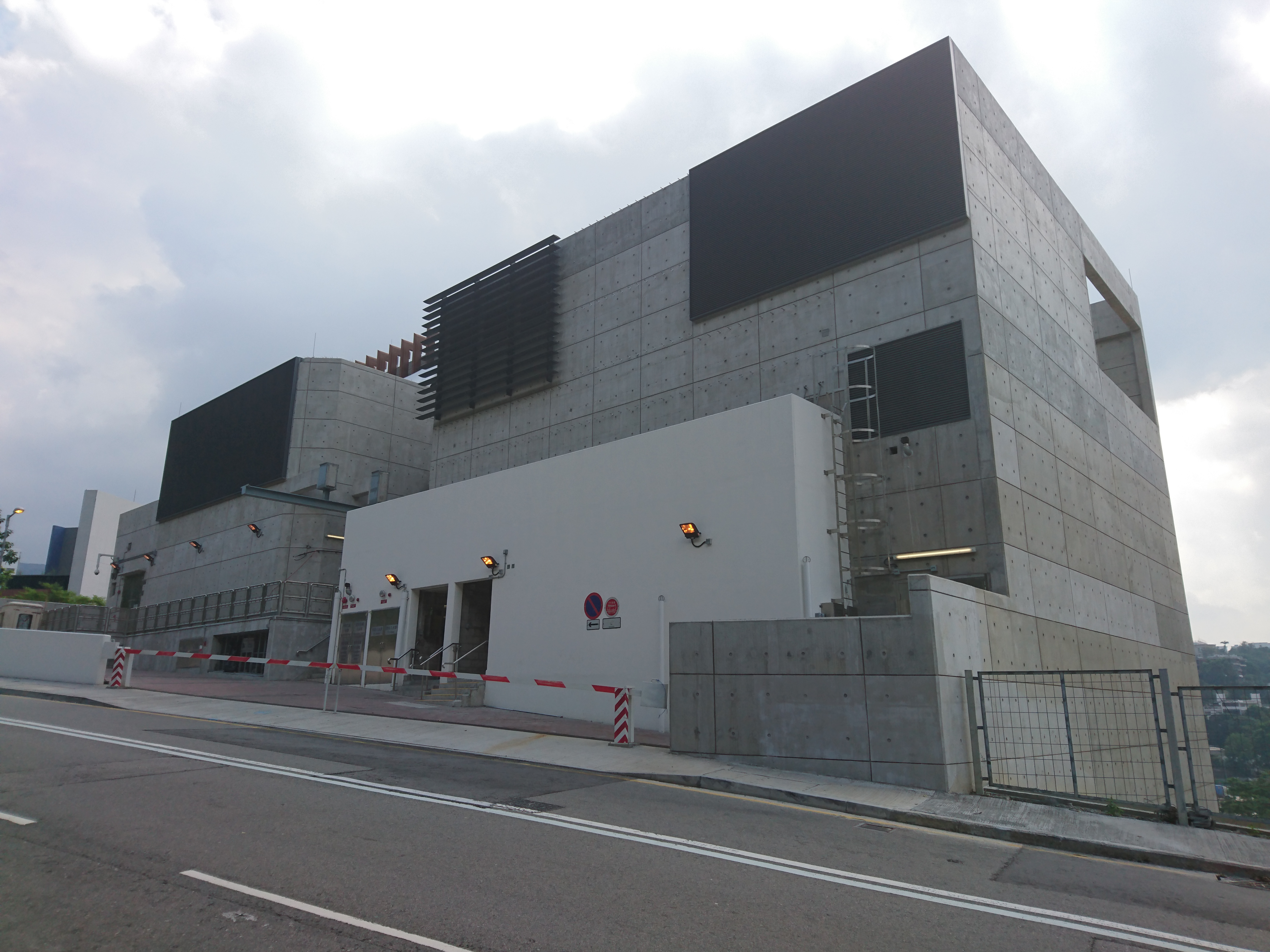
南風トンネルの通風口

南港島線（なんこうとうせん、みなみこうとうせん）は香港MTRの鉄道路線。東段と西段の2区間に分類され、東段は中西区の金鐘駅と南区の海怡半島駅を結ぶ全長約7 kmの路線で、計画中の西段は途中の黄竹坑駅から香港島の南岸を沿って中西区の香港大学駅に接続する。

## 概要
ラインカラーは東段■ウグイス、西段が■ライラック。東段は香港仔海峡にかかる道路橋の鴨脷洲大橋に並行して香港仔海峡大橋で鴨脷洲に上陸する。
東段は2016年12月28日に開業し、西段は2021年着工、2026年開業を目指している。

## 歴史
- 2011年5月18日：東段の財務計画が行政会議を通過。
- 2013年12月9日：海洋公園駅が竣工[1]。
- 2014年
  - 2月19日：車両第1編成が小濠湾車廠に到着[2]。
  - 7月29日：黄竹坑車廠が竣工。
  - 9月末 - 東段工程進捗率78%[3]。
  - 10月17日：金鐘駅と海洋公園駅間のトンネル貫通[3]。
- 2015年2月末：工程進捗率84%。利東駅が地質問題の影響で工事が遅れているものの[4]、黄竹坑駅と海怡半島駅間で試運転開始。
- 2016年
  - 2月末：工程進捗率93%。金鐘駅以外は完成。
  - 10月：金鐘駅の工事の遅れで2017年3月に開業延期が有力視される。[5]
  - 12月5日：東段12月28日開業と発表。
  - 12月28日：東段開業[6]。

## 車両
- 中国北車および上海電気・アルストム連合が製造した3両編成9両製造の無人運転対応列車。

- 走行中の列車

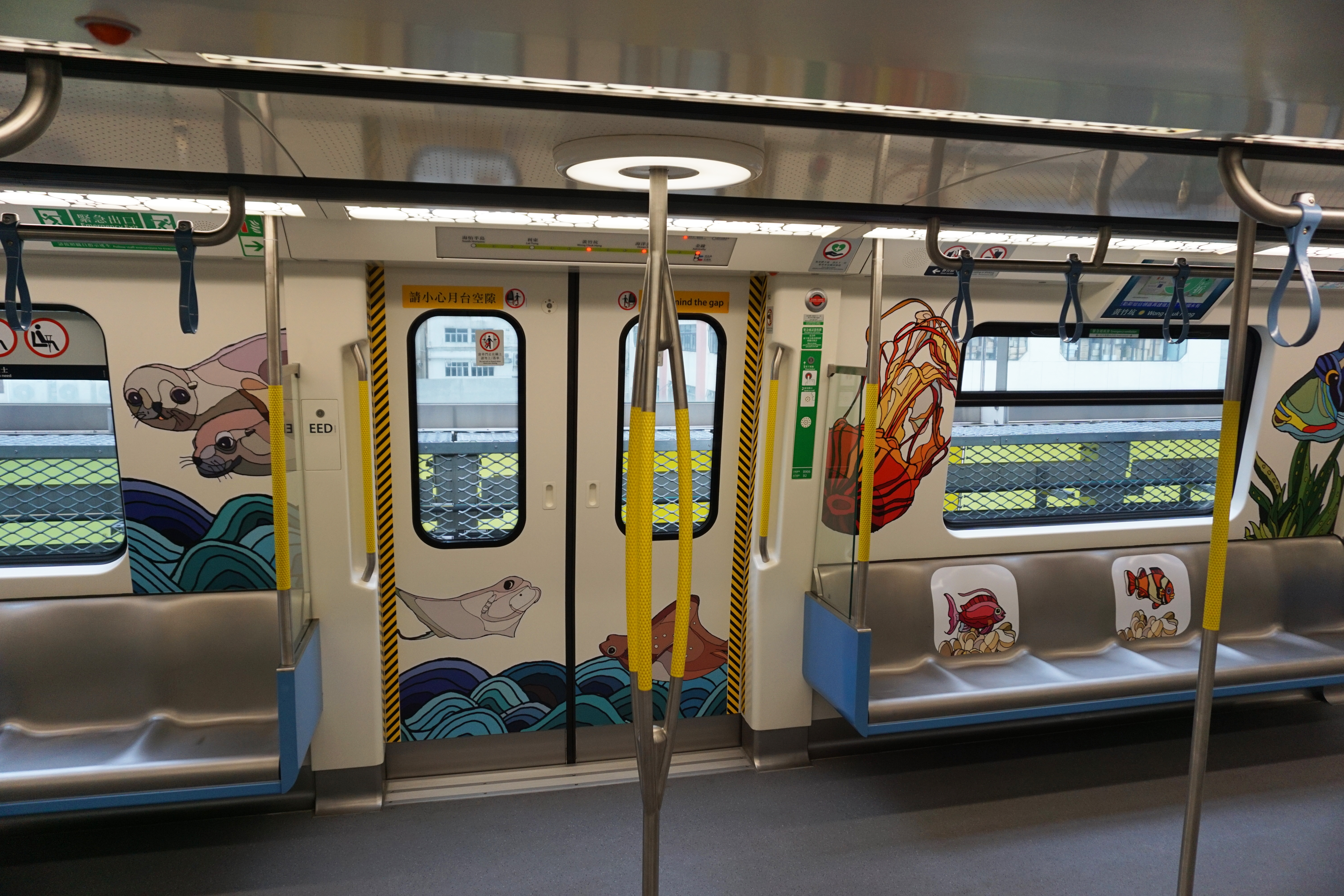
親親動物列車の車内
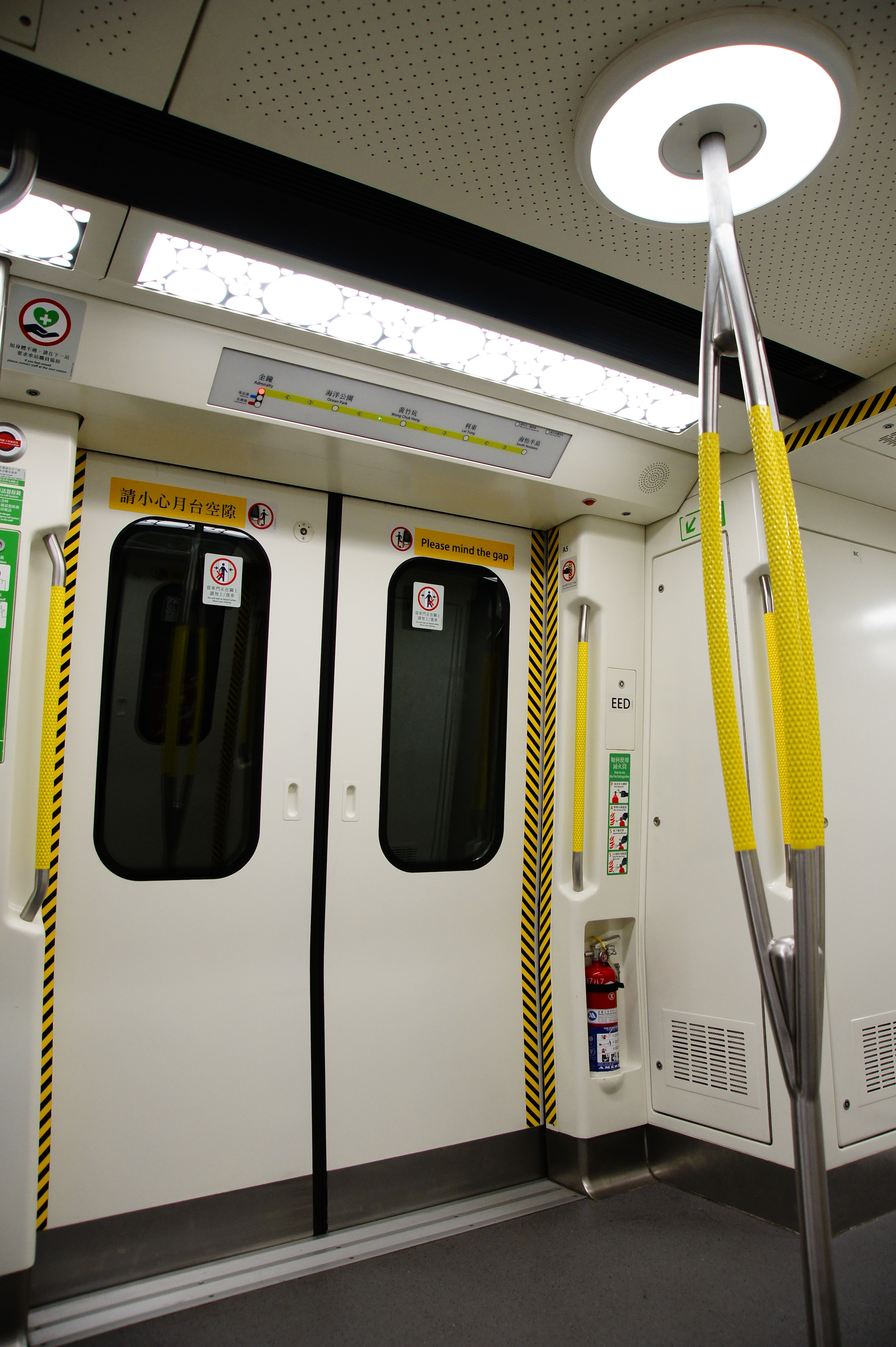
車内

## 駅一覧

### 南港島線東段
| 駅名       | 駅名          | 駅名          | 駅名           | 開業年月日     | 駅間キロ (km) | 累計キロ (km) | 接続路線・備考          | 所在地          | 所在地 |
| 日本語     | 繁体字 香港語 | 簡体字 中国語 | 英語           | 開業年月日     | 駅間キロ (km) | 累計キロ (km) | 接続路線・備考          | 所在地          | 所在地 |
| 金鐘駅     | 金鐘站        | 金钟站        | Admiralty      | 2016年12月28日 | -             | 0.00          | ■港島線 ■荃湾線 ■東鉄線 | 香港 特別行政区 | 中西区 |
| 海洋公園駅 | 海洋公園站    | 海洋公园站    | Ocean Park     | 2016年12月28日 | 3.85          | 3.85          |                         | 香港 特別行政区 | 南区   |
| 黄竹坑駅   | 黃竹坑站      | 黄竹坑站      | Wong Chuk Hang | 2016年12月28日 | 0.75          | 4.60          | ■南港島線（西段）       | 香港 特別行政区 | 南区   |
| 利東駅     | 利東站        | 利东站        | Lei Tung       | 2016年12月28日 | 1.41          | 6.01          |                         | 香港 特別行政区 | 南区   |
| 海怡半島駅 | 海怡半島站    | 海怡半岛站    | South Horizons | 2016年12月28日 | 0.88          | 6.89          |                         | 香港 特別行政区 | 南区   |

### 南港島線西段（計画路線）
| 駅名       | 駅名          | 駅名          | 駅名                | 開業年月日     | 駅間キロ (km) | 累計キロ (km) | 接続路線・備考    | 所在地          | 所在地 |
| 日本語     | 繁体字 香港語 | 簡体字 中国語 | 英語                | 開業年月日     | 駅間キロ (km) | 累計キロ (km) | 接続路線・備考    | 所在地          | 所在地 |
| 黄竹坑駅   | 黃竹坑站      | 黄竹坑站      | Wong Chuk Hang      | 2016年12月28日 |               | 0.0           | ■南港島線（東段） | 香港 特別行政区 | 南区   |
| 香港仔駅   | 香港仔站      | 香港仔站      | Aberdeen            |                |               |               |                   | 香港 特別行政区 | 南区   |
| 田湾駅     | 田灣站        | 田湾站        | Tin Wan             |                |               |               |                   | 香港 特別行政区 | 南区   |
| 華富駅     | 華富站        | 华富站        | Wah Fu              |                |               |               |                   | 香港 特別行政区 | 南区   |
| 数瑪港駅   | 數瑪港站      | 数玛港站      | Cyberport           |                |               |               |                   | 香港 特別行政区 | 南区   |
| 瑪麗医院駅 | 瑪麗醫院站    | 玛丽医院站    | Queen Mary Hospital |                |               |               |                   | 香港 特別行政区 | 南区   |
| 香港大学駅 | 香港大學站    | 香港大学站    | HKU                 | 2014年12月28日 |               |               | ■港島線           | 香港 特別行政区 | 中西区 |